# Dan de Zille
Dan de Zille (ur. 20 października 1986 roku w Leicester) – brytyjski kierowca wyścigowy.

## Kariera

### Formuła Ford
De Zille rozpoczął karierę w jednomiejscowych samochodach wyścigowych w wieku w 2009 roku w Formule Ford. Najlepiej spisał się w Brytyjskiej Formule Ford - klasie Scholarship, gdzie był szósty. Rok później kontynuował starty w seriach organizowanych w ramach Formuły Ford. Tu znów najlepiej spisał się w brytyjskiej edycji tej serii - ukończył ją na ósmej pozycji. W 2011 roku, podobnie jak i poprzednio, najbardziej postawił na starty w Brytyjskiej Formule Ford. Z dorobkiem 383 punktów ukończył tam sezon na 6 pozycji.

### Formuła Renault
W 2011 roku rozpoczął stary de Zille rozpoczął także starty w Formule Renault. Wystąpił bowiem w Finale Brytyjskiej Formuły Renault, gdzie był trzynasty. Rok później podpisał kontrakt z brytyjską ekipą Fortec Motorsport na starty w Europejskim Pucharze Formuły Renault 2.0 oraz Północnoeuropejskim Pucharze Formuły Renault 2.0. Gdy w europejskiej serii nie był klasyfikowany, w północnoeuropejskiej edycji został sklasyfikowany na 26 lokacie w klasyfikacji generalnej.

### Porsche Carrera
Na sezon 2013 Brytyjczyk podpisał kontrakt z Redline Racing na starty w Brytyjskim Pucharze Porsche Carrera, gdzie zdobył tytuł wicemistrzowski w klasie A1.

## Statystyki
| Sezon | Seria                                         | Zespół                 | Wyścigi | Zwycięstwa | PP | NO | Podium | Punkty | Pozycja |
| ----- | --------------------------------------------- | ---------------------- | ------- | ---------- | -- | -- | ------ | ------ | ------- |
| 2009  | Brytyjska Formuła Ford                        | Minister International | 25      | 0          | 0  | 0  | 0      | 71     | 17      |
| 2009  | Brytyjska Formuła Ford - klasa Scholarship    | Minister International | 25      | 1          | 0  | 0  | 4      | 385    | 6       |
| 2009  | Festiwal Formuły Ford - Duratec - Pre finals  | Minister International | 2       | 0          | 0  | 0  | 0      | 0      | NS      |
| 2010  | Brytyjska Formuła Ford                        | Minister International | 25      | 0          | 0  | 1  | 2      | 265    | 8       |
| 2010  | Festiwal Formuły Ford - Duratec - Pre finals  | Minister International | 3       | 0          | 0  | 0  | 1      | 0      | NS†     |
| 2010  | Festiwal Formuły Ford - Duratec class         | Minister International | 1       | 0          | 0  | 0  | 0      | N/A    | 17      |
| 2011  | Brytyjska Formuła Ford                        | JTR                    | 24      | 0          | 0  | 0  | 5      | 383    | 6       |
| 2011  | Europejska Formuła Ford                       | JTR                    | 11      | 0          | 0  | 0  | 1      | 0      | NS†     |
| 2011  | Finał Brytyjskiej Formuły Renault             | Fortec Motorsports     | 6       | 0          | 0  | 0  | 0      | 43     | 14      |
| 2011  | Festiwal Formuły Ford - Duratec - Pre finals  |                        | 3       | 0          | 0  | 1  | 0      | 0      | NS      |
| 2011  | Festiwal Formuły Ford - Duratec class         |                        | 1       | 0          | 0  | 0  | 0      | N/A    | 10      |
| 2012  | Europejski Puchar Formuły Renault 2.0         | Fortec Motorsport      | 2       | 0          | 0  | 0  | 0      | 0      | NS      |
| 2012  | Północnoeuropejski Puchar Formuły Renault 2.0 | Fortec Motorsport      | 20      | 0          | 0  | 0  | 0      | 63     | 26      |
| 2013  | Brytyjski Puchar Porsche Carrera              | Redline Racing         | 20      | 0          | 0  | 0  | 0      | 160    | 7       |
| 2013  | Brytyjski Puchar Porsche Carrera - A1         | Redline Racing         | 18      | 5          | 7  | 4  | 13     | 151    | 2       |